# بوليانا جونز كيمبروه
بوليانا جونز كيمبروه (بالإنجليزية: Pollyanna Johns Kimbrough)‏ مواليد 6 نوفمبر 1975 في ناساو، هي لاعبة كرة سلة أمريكية معتزلة. تم اختيارها من قبل فريق شارلوت ستينغ خلال الدرافت. وحملت الرقم 41.

## المسيرة الاحترافية
لعبت مع شارلوت ستينغ في سنة 1998، ثم لعبت مع كليفلاند روكرز في موسم 2000–2001، ثم لعبت مع ميامي سول في سنة 2002، ثم لعبت مع كليفلاند روكرز في سنة 2003، ثم لعبت مع هيوستن كومتز في سنة 2004.

## روابط خارجية
- بوليانا جونز كيمبروه على موقع الاتحاد الوطني لكرة السلة النسائية (الإنجليزية)
- بوليانا جونز كيمبروه على موقع كرة السلة الأوروبية.كوم (الإنجليزية)
- بوليانا جونز كيمبروه على موقع كلية كرة السلة في سبورتس رفرنس.كوم (الإنجليزية)
- بوليانا جونز كيمبروه على موقع بروبوليرز (الإنجليزية)
- بوليانا جونز كيمبروه على موقع سبورتس رفرنس (الإنجليزية)